# Grafschaft Chinchón

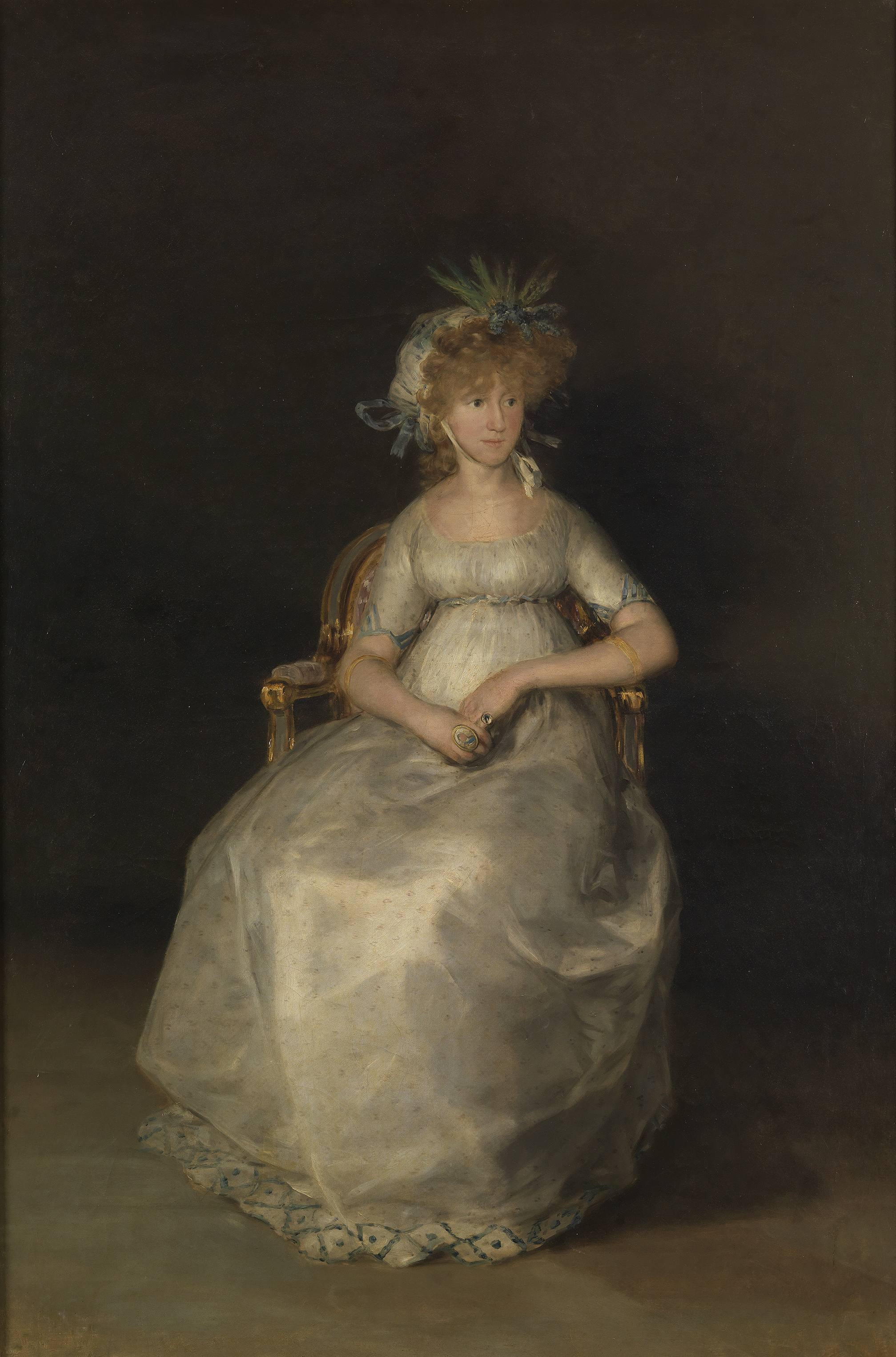
Francisco de Goya – María Teresa de Borbón y Vallabriga, 15. Gräfin von Chinchón.

Die Grafschaft Chinchón ist eine vom spanischen König Karl I. am 9. Mai 1520 ins Leben gerufene territoriale Einheit etwa 40 Kilometer südlich und westlich von Madrid, welche auf einer bereits früher existierenden Grundherrschaft (señorio) basiert. Die Grafschaft ist zwar nach der gleichnamigen Stadt (ca. 45 Kilometer südöstlich von Madrid) benannt, doch hat diese keine große Rolle im Leben der nachmaligen Grafen gespielt.

## Geschichte

Wappen der Grafen von Chinchón 1520–1738

Wappen der Grafen von Chinchón seit 1738

Der Comuneros-Aufstand (1520–1522) war eine von Teilen der Bevölkerung und des Adels getragene Erhebung gegen den habsburgischen und somit landesfremden König Karl I., der – sehr zum  Missfallen vieler Spanier – ein Jahr zuvor als Karl V. zum Kaiser des Heiligen Römischen Reiches gewählt worden war. Im Rahmen des – auf die Region um Madrid begrenzten – Aufstandes kam es zu Zerstörungen und Plünderungen von Burgen, aber auch von Städten und Dörfern. Auch die Burg von Chinchón wurde zerstört, aber von Fernando de Cabrera y Bobadilla, einem treuer Gefolgsmann des Königs in dieser schweren Zeit, wiederaufgebaut. Als Belohnung für seine geleisteten Dienste wurde er mit dem erblichen Titel eines ‚Grafen von Chinchón‘ belehnt.
Der Titel blieb bis zum Jahr 1683 in den Händen seiner Nachfahren; dann ging er an eine Nebenlinie der traditionsreichen italienischen Familie Savelli über, welche jedoch in Spanien nicht richtig Fuß fassen konnte oder wollte, so dass die Grafschaft im Jahr 1738 von Philipp, dem Sohn des spanischen Königs Philipp V. zurückerworben wurde. Da diesem die Herzogswürde von Parma jedoch wichtiger war, verkaufte er im Jahr 1761 die Grafschaft Chinchón an seinen jüngeren Bruder, den Infanten Luis de Borbón y Farnesio, der der 13. Graf von Chinchón wurde. Mit seiner jungen Frau María Teresa de Vallabriga begründete er das Haus Borbón y Vallabriga, welches bis zum heutigen Tag Träger des Grafentitels ist.

## Grafen von Chinchón
|    | Titelträger                                                | Zeitraum  |
| -- | ---------------------------------------------------------- | --------- |
| 1  | Fernando de Cabrera y Bobadilla                            | 1520–1521 |
| 2  | Pedro de Cabrera y la Cueva                                | 1521–1575 |
| 3  | Diego Fernández de Cabrera y Mendoza                       | 1575–?    |
| 4  | Luis Jerónimo de Cabrera y Pacheco                         | ?–1647    |
| 5  | Francisco Fausto Fernández de Cabrera y Enríquez de Rivera | 1647–1665 |
| 6  | Inés de Castro y Cabrera                                   | 1665–1665 |
| 7  | Francisca de Cárdenas y Castro                             | 1665–1669 |
| 8  | Francisca de Castro y Cabrera                              | 1669–1683 |
| 9  | Giulio Savelli-Peretti                                     | 1683–1712 |
| 10 | Gian Giorgio Sforza-Cesarini                               | 1712–1729 |
| 11 | Sforza Giuseppe Sforza-Cesarini                            | 1729–1738 |
| 12 | Felipe de Borbón y Farnesio                                | 1738–1761 |
| 13 | Luis de Borbón y Farnesio                                  | 1761–1785 |
| 14 | Luis María de Borbón y Vallabriga                          | 1794–1803 |
| 15 | María Teresa de Borbón y Vallabriga                        | 1803–1828 |
| 16 | Carlota Luisa de Godoy y Borbón                            | 1828–1886 |
| 17 | Carlos Luis Rúspoli y Álvarez de Toledo                    | 1886–1936 |
| 18 | Camilo Carlos Adolfo Rúspoli y Caro                        | 1936–1975 |
| 19 | Carlos Oswaldo Rúspoli y Morenés                           | 1975–2016 |